# Jolfa
Jolfa este un oraș cu 56.000 loc. (în 2005) din Iran. Orașul se află amplasat pe malul râului Aras pe malul opus fiind orașul Julfa din Azerbaidjan.